# Masio
Masio (Mas in Piedmontese) là một đô thị ở tỉnh Alessandria trong vùng Piedmont của Italia, có vị trí cách khoảng 60 km về phía đông nam của Torino và khoảng 20 km về phía tây nam của Alessandria. Tại thời điểm ngày 31 tháng 12 năm 2004, đô thị này có dân số 1.488 người và diện tích là 22,3 km².
Đô thị Masio có các frazione (subdivision) Abazia.
Masio giáp các đô thị: Cerro Tanaro, Cortiglione, Felizzano, Incisa Scapaccino, Oviglio, Quattordio, và Rocchetta Tanaro.